# Series 40

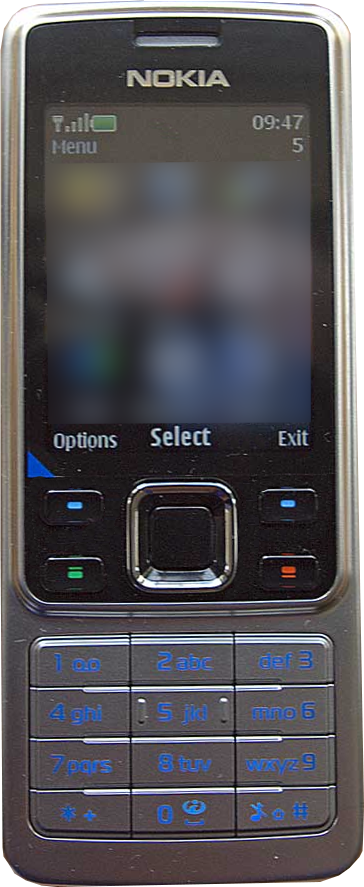
Nokia 6300 chạy Series 40

Series 40, thường được viết tắt là S40, là một nền tảng phần mềm và phần mềm giao diện người dùng ứng dụng (UI) trên các điện thoại phổ thông tầm trung của Nokia, cùng với một số sản phẩm trong dòng điện thoại cao cấp của Vertu. Đây là một trong những nền tảng điện thoại di động được dùng rộng rãi nhất và có thể được tìm thấy trên hàng triệu thiết bị. Nokia công bố vào ngày 25 tháng 2 năm 2012 rằng công ty đã bán tổng cộng hơn 1,5 tỉ thiết bị Series 40. Nền tảng này không được sử dụng cho các điện thoại thông minh, thay vào đó Nokia chủ yếu dùng Windows Phone và Symbian (cho tới 2012) cho dòng sản phẩm này. Tuy nhiên, vào năm 2012 và 2013, một vài chiếc điện thoại Series 40 từ dòng Asha, như các mẫu 308, 309 và 311, đã được quảng bá là "điện thoại thông minh" mặc dù chúng không thực sự hỗ trợ các tính năng của điện thoại thông minh như đa nhiệm hay trình duyệt HTML đầy đủ.
Vào năm 2014, Microsoft đã mua lại mảng điện thoại di động của Nokia. Trong thỏa thuận giấy phép với công ty, Microsoft Mobile được quyền sử dụng nhãn hiệu Nokia cho các sản phẩm điện thoại phổ thông, như dòng Series 40. Tuy nhiên, một bản ghi nhớ của công ty vào tháng 7 năm 2014 đã cho thấy Microsoft sẽ chấm dứt việc sản xuất các thiết bị Series 40 trong tương lai. Nó đã được thay thế bởi Series 30+.

## Lịch sử
Series 40 được giới thiệu vào năm 1999 cùng với sự kiện ra mắt chiếc Nokia 7110. Chiếc điện thoại này được trang bị màn hình đơn sắc độ phân giải 96 × 65 pixel và là điện thoại đầu tiên có trình duyệt WAP cài sẵn. Qua nhiều năm, giao diện người dùng của S40 đã phát triển từ một giao diện độ phân giải thấp thành một giao diện màu độ phân giải cao với phong cách đồ họa được cải thiện. Thế hệ thứ ba của Series 40 được ra mắt vào năm 2005 đã hỗ trợ các thiết bị có độ phân giải lên tới QVGA (240×320). Người dùng còn có thể tùy chỉnh giao diện thông qua các chủ đề. Vào năm 2012, các điện thoại di động Nokia Asha 200/201/210, 302/306/305/308/310/311, 303 và 311 được ra mắt và tất cả đều sử dụng Series 40. Chiếc điện thoại phổ thông cuối cùng chạy Series 40 từ Nokia là chiếc Nokia 515 từ năm 2013.

## Kỹ thuật

### Ứng dụng

Một trình duyệt tập tin trên Series 40

Series 40 cung cấp các ứng dụng giao tiếp như điện thoại, điện thoại qua Internet (VoIP), nhắn tin, trình duyệt thư điện tử hỗ trợ POP3 và IMAP4 cùng với trình duyệt web; các ứng dụng đa phương tiện như máy ảnh, quay video, trình phát nhạc/video và đài FM; cùng với danh bạ và các ứng dụng quản lý thông tin cá nhân (PIM) khác như lịch và tác vụ. Các công cụ quản lý tập tin cơ bản, như trong Series 60, được cung cấp trong các thư mục và thư mục con Ứng dụng (Applications) và Thư viện (Gallery). Thư viện cũng là vị trí mặc định để lưu trữ các tập tin được truyền qua Bluetooth. Các ứng dụng do người dùng cài đặt trên Series 40 thường là các ứng dụng Java di động. Các ứng dụng Flash Lite cũng được hỗ trợ, nhưng hầu hết chỉ dùng cho các màn hình chờ.

### Trình duyệt web
Trình duyệt web đi kèm có thể truy cập vào hầu hết các nội dung web thông qua gateway XHTML/HTML của nhà cung cấp dịch vụ. Phiên bản mới nhất của Series 40, gọi là Series 40 6th Edition, giới thiệu một trình duyệt web mới dựa trên các thành phần nguồn mở của WebKit là WebCore và JavaScriptCore. Trình duyệt mới hỗ trợ HTML 4.01, CSS2, JavaScript 1.5, và Ajax. Ngoài ra, giống như nền tảng Series 60 cao cấp hơn, Series 40 có thể chạy trình duyệt web UC Browser để nâng cao trải nghiệm duyệt web của người dùng. Các điện thoại phổ thông mới nhất từ dòng Asha được đi kèm với trình duyệt Nokia Xpress Browser sử dụng các máy chủ proxy để nén và tối ưu hóa các trang web tương tự như Opera Mini.

### Đồng bộ
Việc đồng bộ SyncML với các dịch vụ bên ngoài như danh bạ, lịch và ghi chú được hỗ trợ. Tuy nhiên, với nhiều điện thoại S40, các cài đặt đồng bọ này phải được gửi thông qua một tin nhắn OTA.

### Nền tảng phần mềm
Series 40 là một nền tảng phần mềm nhúng cho tự do phát triển phần mềm thông qua các nội dung và công nghệ phát triển ứng dụng tiêu chuẩn hoặc de facto. Nó hỗ trợ các MIDlet của Java, ví dụ như công nghệ Java MIDP và CLDC, cung cấp các khả năng vị trí, giao tiếp, nhắn tin, đa phương tiện và đồ họa. S40 cũng hỗ trợ các ứng dụng Flash Lite.